# Larus canus
La gavina (Larus canus, Linneus 1758) è un uccello della famiglia dei Laridi.

## Sistematica
Larus canus ha tre o quattro sottospecie:
- L. canus canus
- L. canus heinei
- L. canus kamtschatschensis
- L. canus brachyrhynchus, questa sottospecie è considerata da alcuni autori una specie separata (gavina d'Alaska, L. brachyrhynchus Richardson 1831).

## Descrizione
La gavina, pur assomigliando al gabbiano comune, è un po' più grande e raggiunge i 45 cm di lunghezza. Spesso costruisce il suo nido in posizione isolata, tra le rocce o sulle rive erbose. Alla costruzione del nido partecipano entrambi i genitori. La femmina depone di regola 3 uova di colore variabile e che cova con il maschio per 4 settimane.

## Distribuzione e habitat
Questo gabbiano vive in tutta Europa, in gran parte dell'Asia (è raro solo in Indonesia e parte dell'Indocina) e del Nord America (è più rara sul versante atlantico); è presente anche nella parte settentrionale e nord-occidentale dell'Africa. È saltuario nel sud della Penisola Arabica, in Groenlandia e sulle isole dell'Atlantico centro-settentrionale.

## Galleria d'immagini

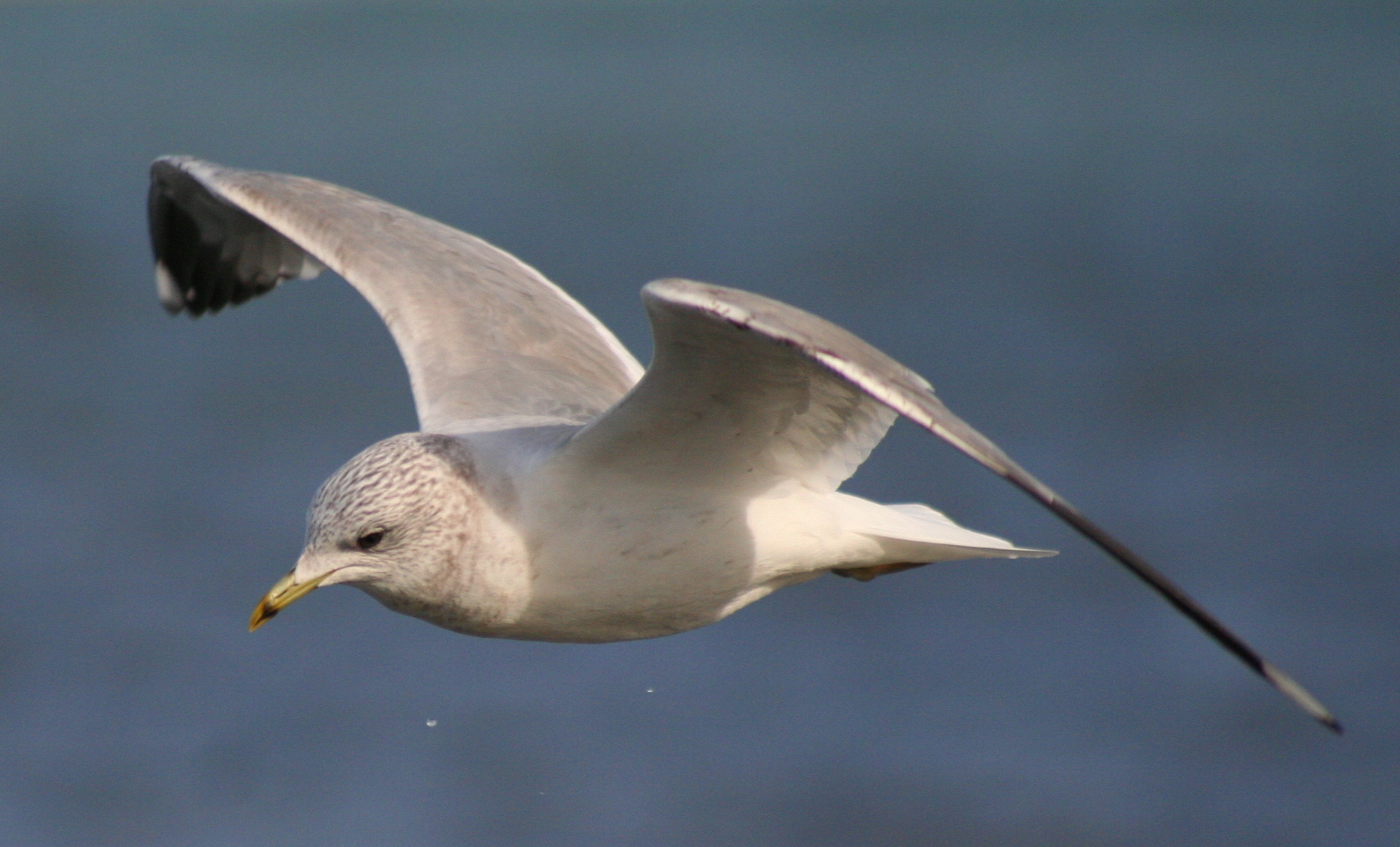
Gavina in volo
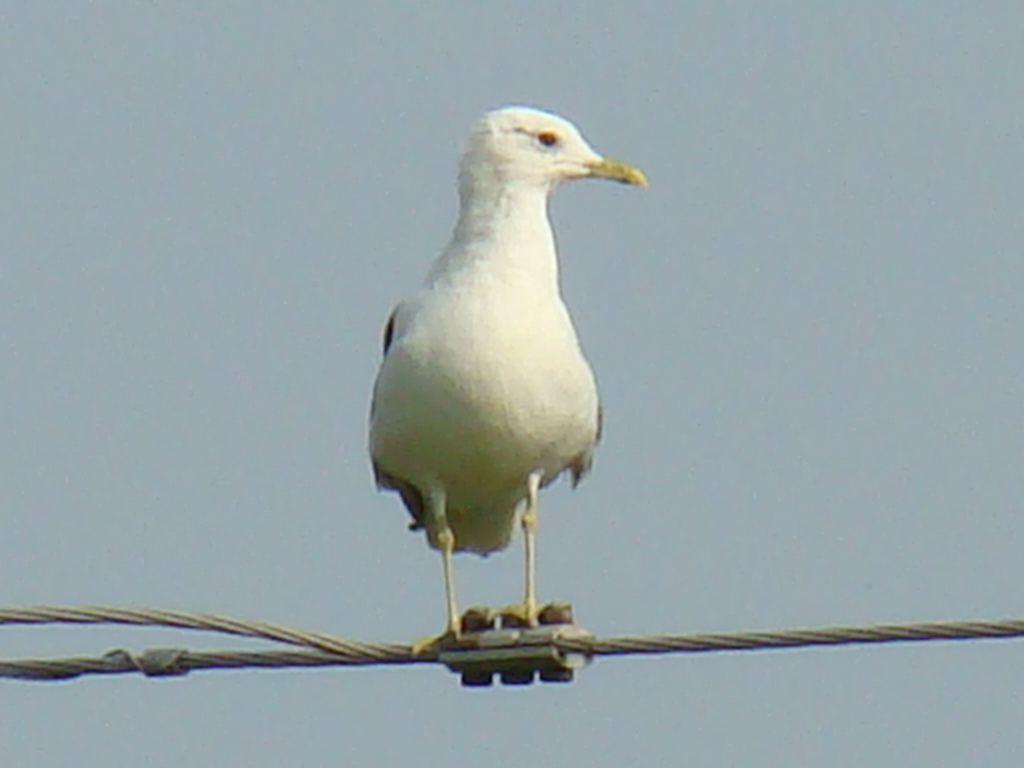
Larus canus
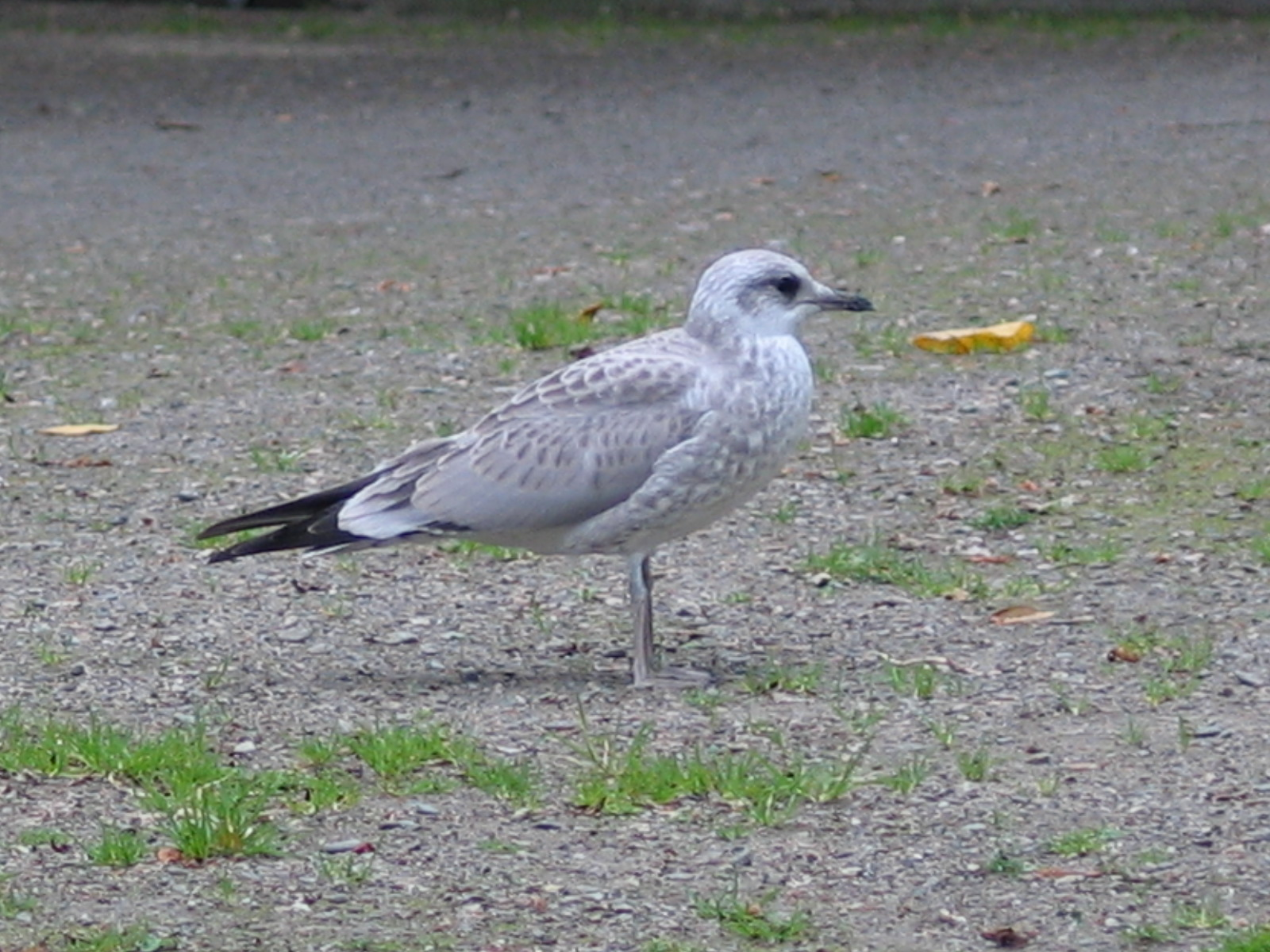
Immaturo di Larus canus
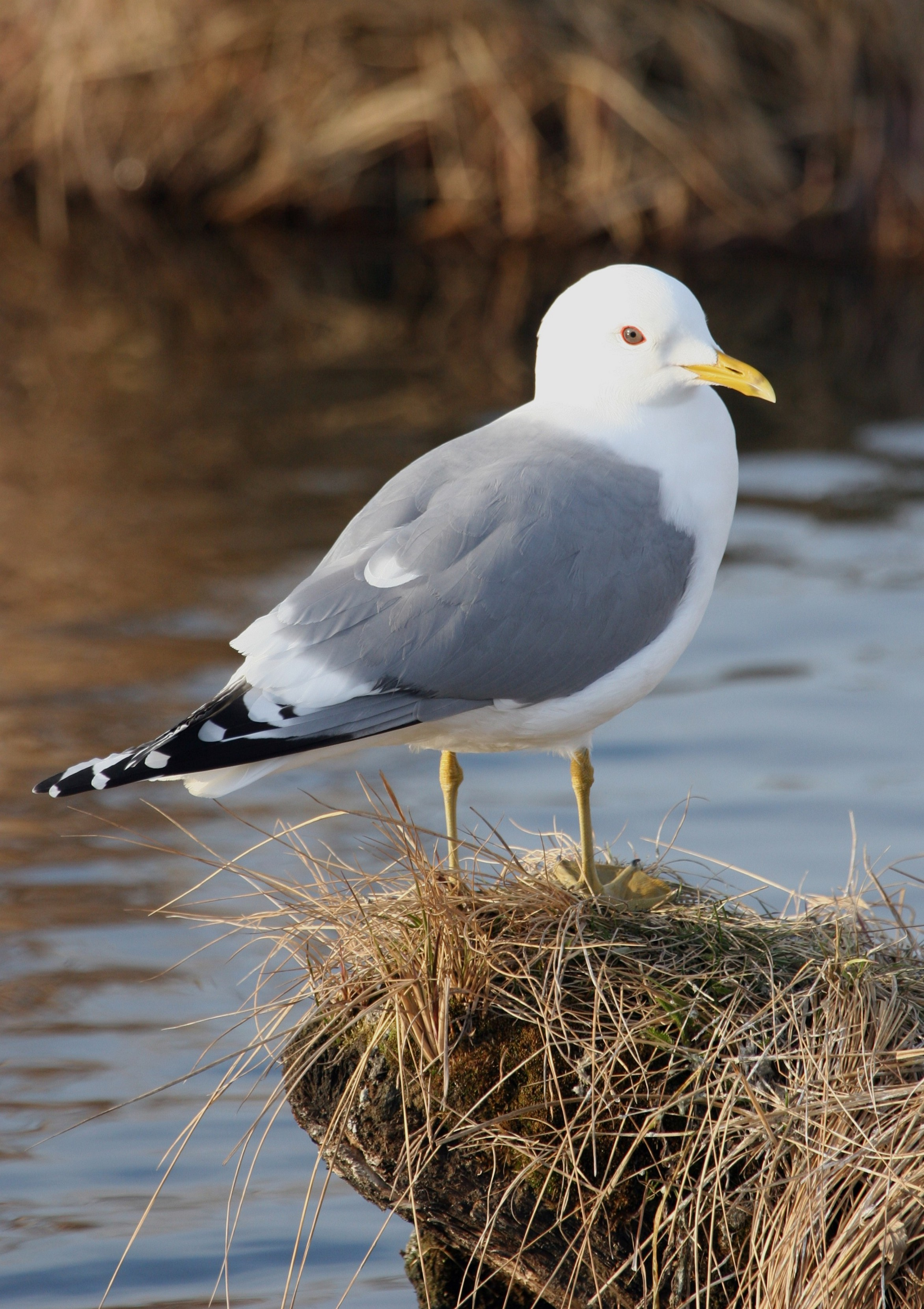
L. c. brachyrhynchus
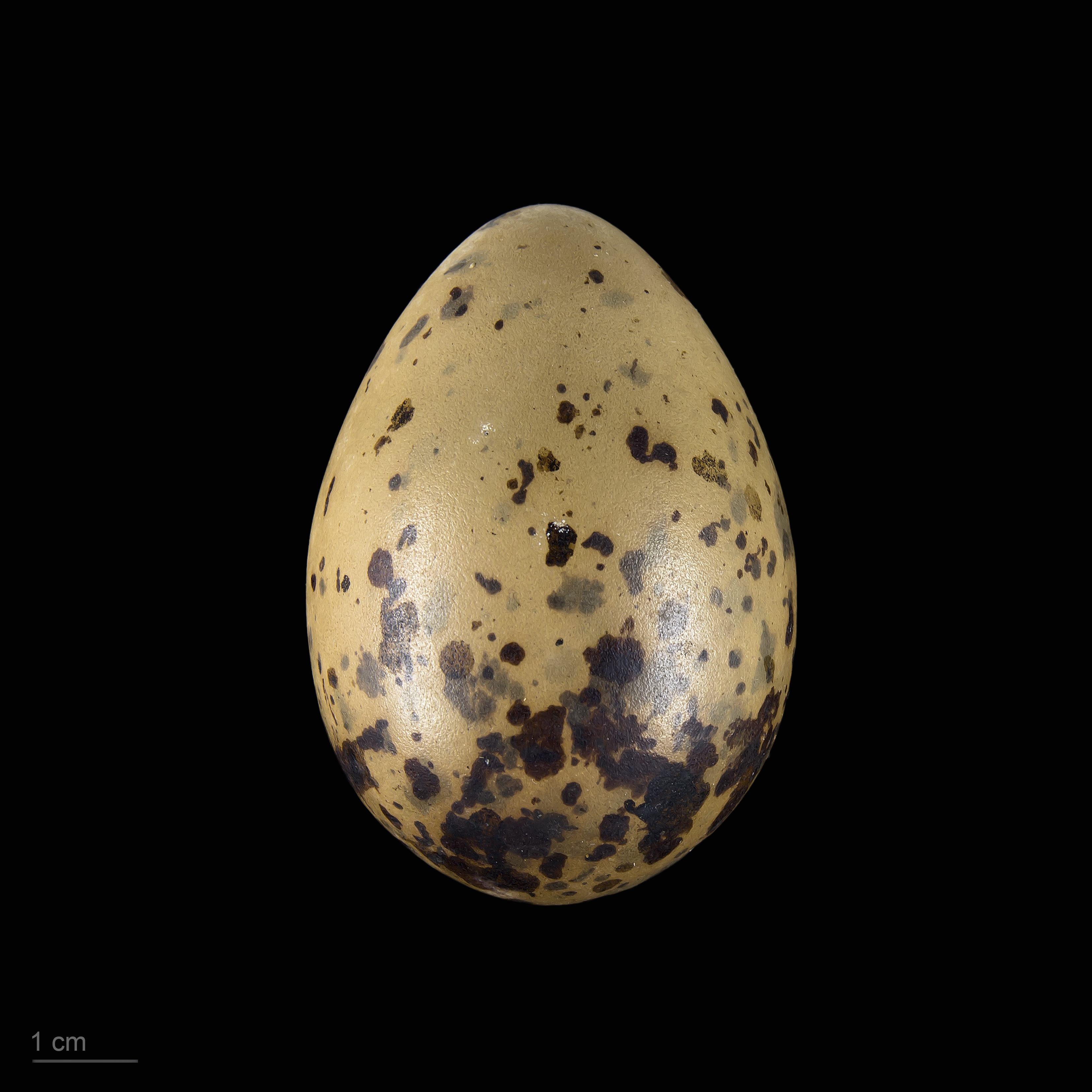
Museum specimen